# Argento (cheval)
Pour les articles homonymes, voir Argento.
Argento (né le 16 mai 2002) est un étalon de saut d'obstacles du stud-book Anglo-européen, monté par le cavalier anglais John Whitaker. Il est considéré comme le meilleur fils d'Arko III.

## Histoire

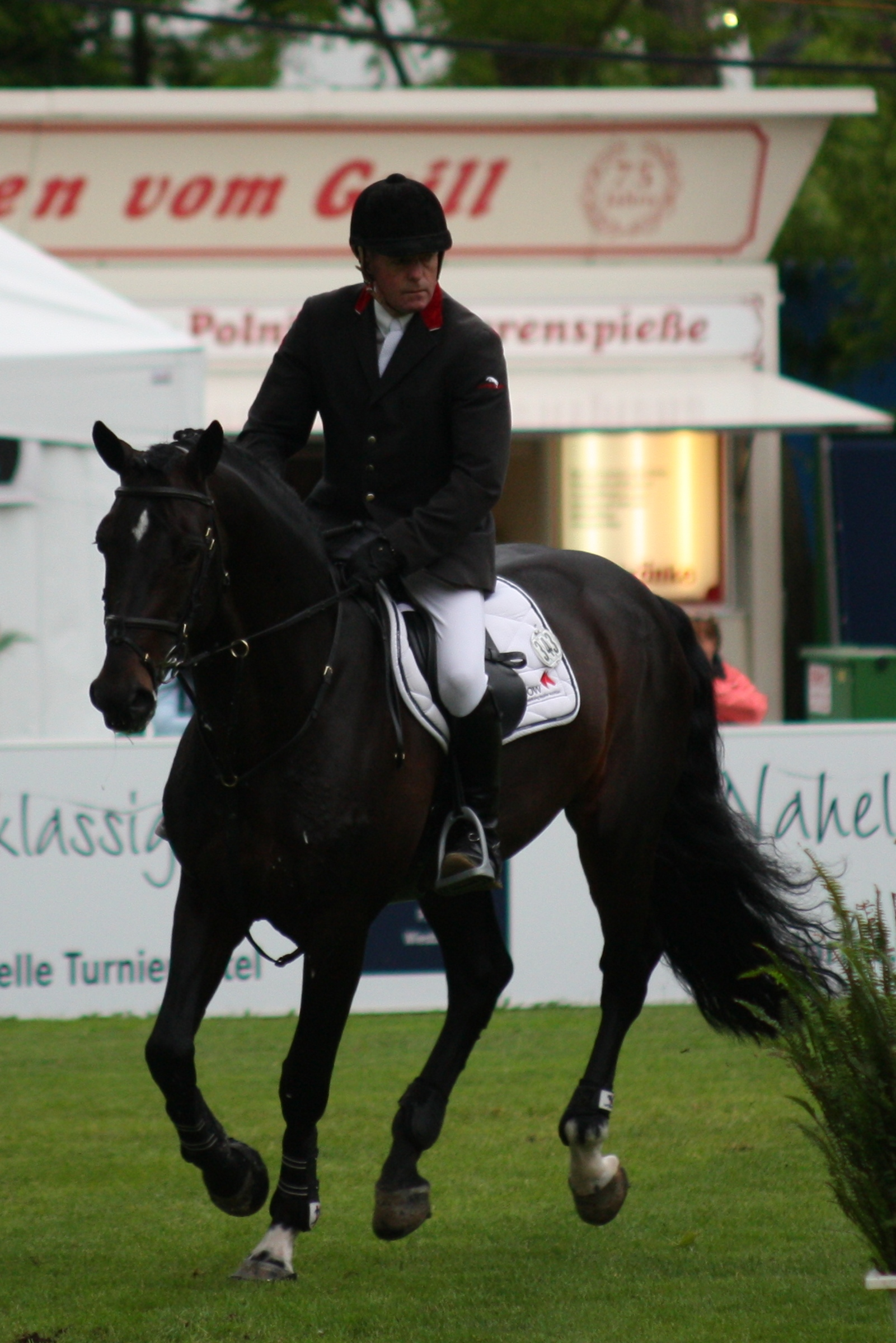
Argento monté par John Whitaker à l′Internationanles Wiesbadener Pfingstunier de 2013.

Il naît le 16 mai 2002 à l'élevage de Keeley Durham, à Retford, Notts, en Angleterre. En juin 2015, il termine 3e au CSI5* de Cannes ; pour l'occasion John Whitaker décrit son cheval comme volontaire. Fin juin 2018, lors du Jumping international de Monte Carlo, Whitaker et Argento coupent les courbes du parcours de l'épreuve Global Champions Tour, terminant à la seconde place. Pour l'occasion, Whitaker déclare que son cheval s'aguerrit.
Durant les échauffements du CSI5* de Göteborg le 4 avril 2019, John Whitaker chute avec Argento et se fracture la clavicule ; le cheval est indemne,.

## Description
Argento est un étalon de robe bai foncé, inscrit au stud-book de l'Anglo-européen. Il toise 1,67 m. John Whitaker le décrit comme « un vrai gagnant », et un cheval très prudent sur les obstacles.

## Palmarès
Il est 53e du classement mondial des chevaux d'obstacle établi par la WBFSH en octobre 2012, puis 39e en octobre 2013, puis 13e en octobre 2014, et 4e en octobre 2015.
- Septembre 2017 : second de la finale du CSI5* de Bruxelles, à 1,50 m[1].
- Juillet 2018 : vainqueur de l'étape Global Champions Tour de Chantilly (1,55 m - 1,60 m)[1].
- Février 2015 : Vainqueur du Grand Prix de Hong-Kong[8].

## Origines
Argento est un fils de l'étalon Oldenbourg Arko III et de la jument Flora May, par le KWPN Gasper.